# Didier Stainier

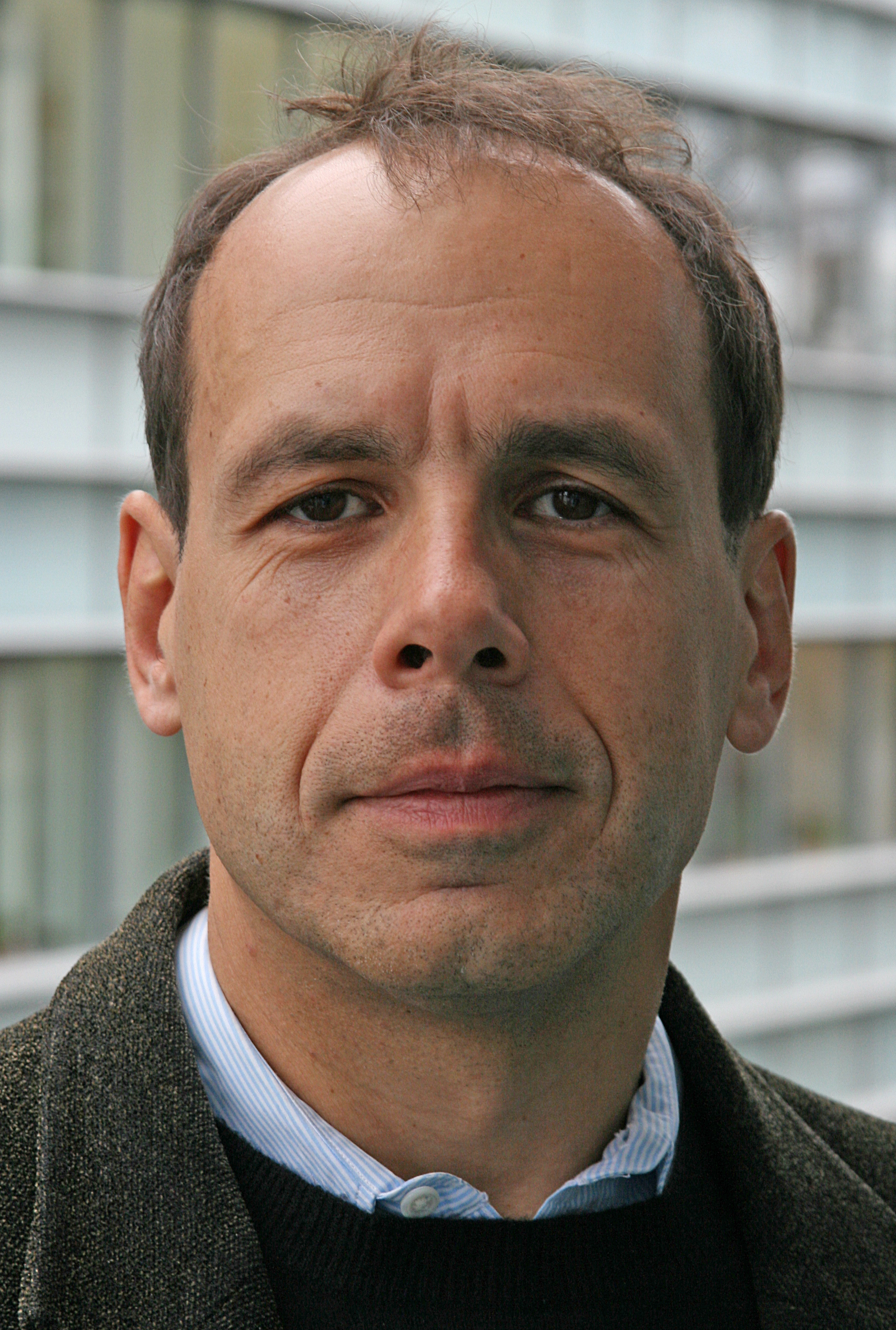
Didier Stainier, 2012

Didier Y. R. Stainier (* 31. Oktober 1963 in Lüttich) ist ein belgisch-amerikanischer Biologe und Entwicklungsgenetiker.

## Leben
Didier Stainier studierte Biologie am United World College of the Atlantic in Wales, der Universität Lüttich in Belgien und der Brandeis University in Waltham im US-Bundesstaat Massachusetts. Im Jahr 1990 graduierte er als Ph.D. in Biochemie und Molekularbiologie an der Harvard-Universität. Anschließend war er Postdoktorand am Massachusetts General Hospital in Boston, wurde 1995 Assistenzprofessor an der University of California, San Francisco (UCSF), im Jahr 2000 außerordentlicher Professor und 2003 Professor. Seit 2012 ist er Direktor am Max-Planck-Institut für Herz- und Lungenforschung in Bad Nauheim und Direktor der Abteilung „Genetik der Entwicklung“. Zugleich ist er seit 2012 „Wissenschaftliches Mitglied“ der Max-Planck-Gesellschaft.
2025 erhielt Stainier gemeinsam mit zwei weiteren Forschern den Eva Luise Köhler Forschungspreis.

## Forschung
Stainier beschäftigt sich mit Fragestellungen der Organogenese inklusive Zelldifferenzierung, Gewebemorphogenese, Organhomeostase und -funktion sowie der Organ Regeneration. Er nutzt dazu vorwiegend Zebrafische sowie Mäuse als Modellorganismen.

## Ausgewählte Publikationen
- S. Reischauer, O. Stone, A. Villasenor, N. Chi, S. W. Jin, M. Martin, M. T. Lee, N. Fukuda, M. Marass, A. Witty, I. Fiddes, T. Kuo, W. S. Chung, S. Salek, R. Lerrigo, J. Alsiö, S. Luo, D. Tworus, S. M. Augustine, S. Mucenieks, B. Nystedt, A. J. Giraldez, G. P. Schroth, O. Andersson, D. Y. Stainier: Cloche is a bHLH-PAS transcription factor that drives hemato-vascular specification. In: Nature. 535, 2016, S. 294–298.
- A. Rossi, Z. Kontarakis, C. Gerri, H. Nolte, S. Hölper, M. Krüger, D. Y. Stainier: Genetic compensation induced by deleterious mutations but not gene knockdowns. In: Nature. 524, 2015, S. 230–233.
- O. Andersson, B. A. Adams, D. Yoo, G. C. Ellis, P. Gut, R. M. Anderson, M. S. German, D. Y. R. Stainier: Adenosine signaling promotes regeneration of pancreatic β-cells in vivo. In: Cell Metabolism. 15, 2012, S. 885–894.
- A. B. Arrenberg, D. Y. R. Stainier, H. Baier, J. Huisken: Optogenetic control of cardiac function. In: Science. 330, 2010, S. 971–974.
- S. P. Herbert, J. Huisken, T. N. Kim, M. E. Feldman, B. T. Houseman, R. A. Wang, K. M. Shokat, D. Y. R. Stainier: Arterial/Venous Segregation by Selective Cell Sprouting: An Alternative Mode of Blood Vessel Formation. In: Science. 326, 2009, S. 294–298.
- N. Osborne, K. Brand-Arzamendi, E. A. Ober, S. W. Jin, H. Verkade, N. G. Holtzman, D. Yelon, D. Y. R. Stainier: The Spinster homologue, Two of hearts, is required for sphingosine 1-phosphate signaling in zebrafish. In: Current Biology. 18, 2008, S. 1882–1888.
- M. Bagnat, I. D. Cheung, K. E. Mostov, D. Y. R. Stainier: Genetic control of single lumen formation in the zebrafish gut. Nature Cell Biology. 9, 2007, S. 954–960.
- K. M. Vogeli, S.-W. Jin, G. R. Martin, D. Y. R. Stainier: A common progenitor for hematopoietic and endothelial lineages in the zebrafish gastrula. In: Nature. 443, 2006, S. 337–339.
- E. A. Ober, H. Verkade, H. A. Field, D. Y. R. Stainier: Mesodermal Wnt2b signaling positively regulates liver specification. In: Nature. 442, 2006, S. 688–691.
- S. Horne-Badovinac, M. Rebagliati, D. Y. R. Stainier: A cellular framework for gut looping morphogenesis in zebrafish. In: Science. 302, 2003, S. 662–665.
- E. C. Walsh, D. Y. R. Stainier: UDP-glucose dehydrogenase required for cardiac valve formation in zebrafish. In: Science. 293, 2001, S. 1670–1673.
- E. Kupperman, S. An, N. Osborne, S. Waldron, D. Y. R. Stainier: A sphingosine 1-phosphate receptor regulates cell migration during vertebrate heart development. In: Nature. 406, 2000, S. 192–195.
- J. Alexander, D. Y. R. Stainier: A molecular pathway leading to endoderm formation in zebrafish. In: Current Biology. 9, 1999, S. 1147–1157.

## Ehrungen und Auszeichnungen
- 1982–1984: Wien International Scholar, Brandeis University
- 1983: Elihu A. Silver Prize for Undergraduate Research in Science, Brandeis University
- 1984: Dr. Joseph Garrison Parker Prize in Biology, Brandeis University
- 1984: Phi Beta Kappa, Brandeis University
- 2002: Mossman Award in Developmental Biology, American Association of Anatomists
- 2003–2004: Annual Byers Award in Basic Science, UCSF
- 2003: Outstanding Faculty Mentorship Award, UCSF
- 2008: Fellow der American Association for the Advancement of Science
- 2013: Officier de l’ordre de Léopold de Belgique
- 2016: Mitglied der European Molecular Biology Organization
- 2016: Mitglied der Academia Europaea
- 2017: Christiane Nüsslein-Volhard Preis des EuFishBioMed